# Erythroxylum brennae
Erythroxylum brennae là một loài thực vật có hoa trong họ Erythroxylaceae. Loài này được D'Arcy & Schanen mô tả khoa học đầu tiên năm 1975.